# 3543 Ningbo

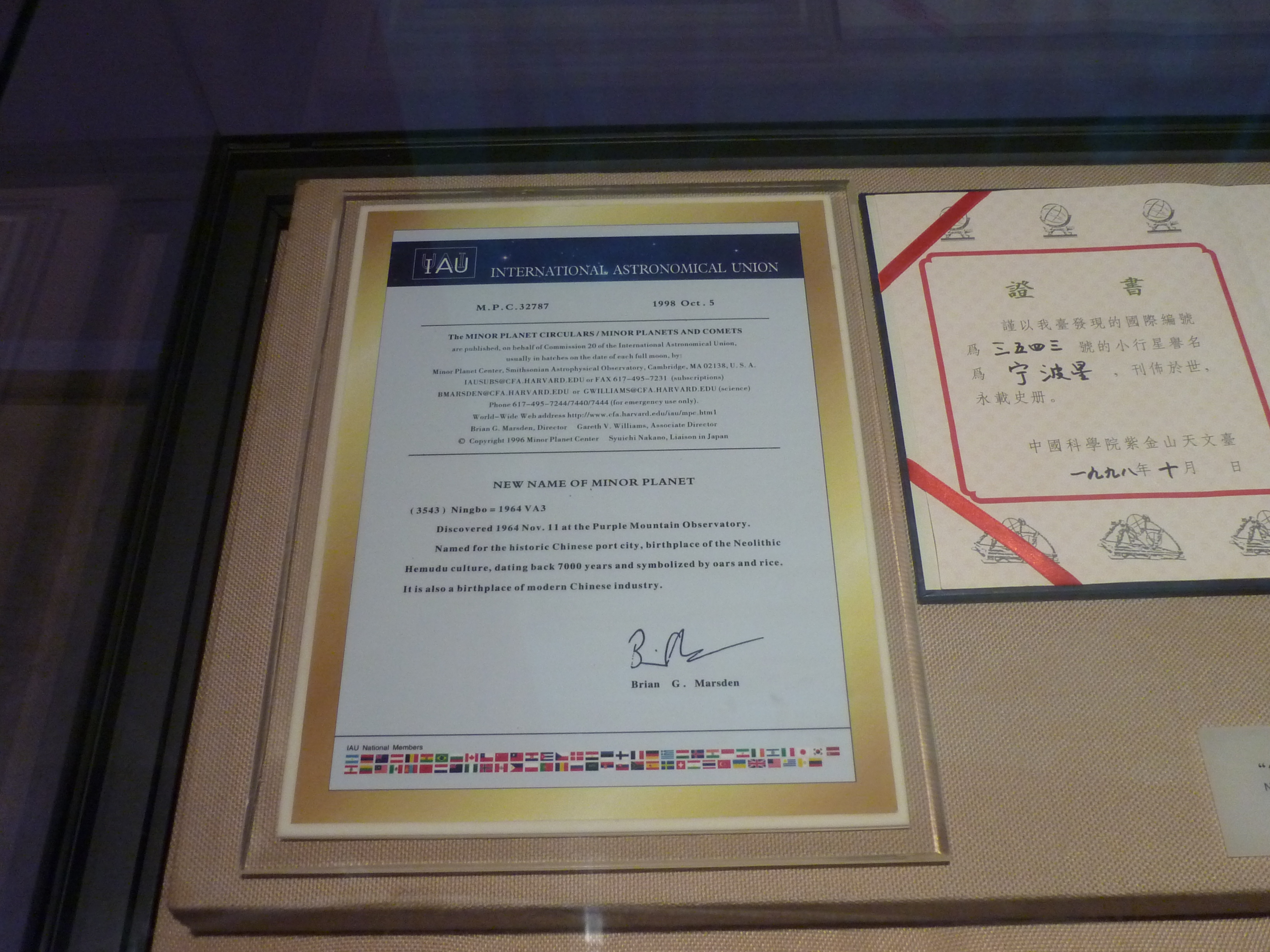
Officiellt bevis att asteroiden är uppkallad efter staden

3543 Ningbo eller 1964 VA3 är en asteroid i huvudbältet som upptäcktes den 11 november 1964 av Purple Mountain-observatoriet i Nanjing, Kina. Den är uppkallad efter den kinesiska staden Ningbo.
Asteroiden har en diameter på ungefär 21 kilometer och den tillhör asteroidgruppen Themis.